# Frauentausch (Fernsehsendung)
Frauentausch ist eine deutsche Doku-Soap, die auf der Idee zur britischen Sendung Wife Swap basiert. Das Konzept beinhaltet den zeitweiligen Austausch eines Familienangehörigen zwischen zwei Familien. Die Sendung wurde erstmals am 14. Juli 2003 auf RTL II ausgestrahlt. Sie wird von Constantin Entertainment GmbH produziert. Die österreichische Entsprechung war Tausche Familie.

## Inhalt
In der Sendung geht es jeweils meist um zwei Frauen (gelegentlich auch Männer), die für zehn Tage den Haushalt tauschen und bei einer anderen Familie leben. Aber auch homosexuelle Paare und Wohngemeinschaften können teilnehmen. Es wird in der 90-minütigen Sendung (Nettolaufzeit) geschildert, wie die Betroffenen unter anderem mit Heimweh, Sehnsucht nach ihren Familien oder Freunden, Vorurteilen und Anpassungsproblemen an die neue Umgebung zu kämpfen haben.
Teilnehmer werden oft aus stark kontrastierenden Lebensentwürfen oder sozialen Milieus ausgewählt, beispielsweise Land- versus Großstadtfamilie oder religiöse Fundamentalisten versus Atheisten.

## Ablauf
Zu Beginn einer Folge werden die Mitglieder zweier Familien mit Namen und Alter und manchmal auch die Tätigkeit dargestellt, wobei in der Regel eine als Verlierer und eine als erfolgreich dargestellt wird; ein Motiv, das im weiteren Verlauf der Sendung vertieft wird. Danach wird das Leben beider Familien etwas gezeigt.
Im Vorfeld wird mit jeder Tauschmutter eine Videobotschaft aufgenommen, die jeweils für die andere Mutter gedacht ist. Am Anfang des Frauentausches erhalten die Frauen kleine Zettel beziehungsweise Kärtchen, auf die sie eine Kurzzusammenfassung in einigen Wörtern schreiben, die zur Orientierung der Tauschperson helfen sollen. Beispielsweise schreibt die Tauschmutter auf ein Kärtchen, dass die „neue“ Mutter täglich die Wäsche waschen soll und hängt diesen Zettel an einen geeigneten Ort wie die Waschmaschine. Anschließend packen die Ersatzmütter ihre Koffer und verabschieden sich von ihrer Familie.
Wenn die Frauen mit den Autos der Produktionsunternehmen zum jeweils anderen Zielort gefahren werden, wird in einigen Folgen gezeigt, wie sich die Frauen mit verbundenen Augen auf halber Strecke bzw. Entfernung ihrer Wohnorte begegnen, um sich einen kurzen Eindruck voneinander zu verschaffen. Hin und wieder fahren sie mit dem Zug zu ihrer Tauschfamilie. Wohnt die Tauschfamilie in einem fremden Land, so fliegen die Tauschmütter mit dem Flugzeug zur Tauschfamilie.
Die Ankunft im „neuen Zuhause“ wird grundsätzlich mit der Tauschperson alleine dargestellt; die dort heimische Familie ist in dieser Zeit außer Haus. In dieser Zeit werden vom Produktionsteam auch Manipulationen an der Wohnung vorgenommen, die die anfangs geschilderten Klischees bestärken sollen – etwa die Wohnung bewusst verdreckt. Den Tauschpersonen wird nun eine Videobotschaft der anderen Tauschfrau oder des anderen Tauschmanns gezeigt, in denen sie sich ein Bild voneinander machen können. In der Botschaft stellen sich die Ersatzpersonen eventuell kurz vor und erwähnen mehr oder weniger wichtige Dinge, die die neue Mutter einhalten soll oder zu erledigen hat. Nahezu bei jedem Frauentausch geben die Frauen jeweils der anderen diverse Aufgaben, beispielsweise ein Bild zu Ende malen, Arbeit für eines der Familienmitglieder finden oder auf einer Party singen. Nach einiger Zeit treffen die Familien zu Hause ein und machen Bekanntschaft mit der bislang unbekannten Person.
Die Tauschperson schläft im Verlauf des Experiments in einem Hotel, wobei dies in der Sendung abweichend dargestellt wird. Das normale Leben in den Familien kommt in der Zeit zum Erliegen und spielt nur zur Bestärkung der Klischees eine Rolle.
Am fünften Tag darf die Tauschmutter eigene Regeln in ihrer Tauschfamilie aufstellen, was nahezu immer Anlass zu Diskussion schafft. Am neunten Tag des Experiments erhalten die zwei Tauschpersonen eine Videobotschaft von ihren Familien. In dieser letzten Botschaft erfahren die Ersatzpersonen, wie es ihrer Familie geht und eventuell wie sie mit der Tauschfrau oder dem Tauschmann klarkommen.
Am zehnten und letzten Tag des Frauentausches bereiten sich die Tauschmütter auf ihre Heimreise vor und verabschieden sich von ihren Ersatzfamilien. Auf halber Entfernung treffen sie sich – zum Beispiel in einem Restaurant oder in einem Park – um sich auszusprechen. Sie geben sich eventuell Ratschläge, was in der eigenen Familie geändert werden könnte oder reden über ihre Probleme. Manchmal entwickeln sich aus den Diskussionen Beleidigungen oder gar Gewaltübergriffe. In den allermeisten Fällen entwickelt sich mindestens eine starke Meinungsverschiedenheit, welche dann im Streit endet. Doch in manchen Fällen ist die Aussprache ruhig und die Tauschpersonen lachen miteinander. Es kamen auch schon andere Varianten der Aussprache vor: In einer Folge brach eine Mutter das Experiment ab und fuhr eher nach Hause, da sie sich den Aufenthalt in der anderen Familie nicht weiter zumuten wollte. Die Aussprache fand ausnahmsweise in der Wohnung der das Experiment abbrechenden Tauschmutter statt. In einer weiteren Folge wollten sich die Tauschmütter weder sehen noch aussprechen, daher sprachen die Männer der Tauschfrauen per Telefon miteinander.
Zuletzt wird dokumentiert, wie die Tauschpersonen im eigenen Hause ankommen und wie die Familien sie wieder aufnehmen.
Die Personen der Familien und weite Teile der Handlung sind real, werden jedoch teilweise aus dramaturgischen Gründen in abweichender Reihenfolge dargestellt oder nicht zusammenhängende Szenen zu einer zusammengeschnitten. Die Szenen sind jedoch nicht spontan, sondern werden – teilweise durch Regieanweisungen verändert – nachgestellt. Damit ähnelt das Konzept der Scripted Reality mit dem Unterschied, dass keine Laienschauspieler nach einem streng vorgegebenen Drehbuch agieren. Insbesondere die Biographie der „Verlierer“-Familie ist zudem teilweise stark von der Realität abweichend verändert.
Im Jahre 2016 wurde die Serie mit einer neuen Titelmusik und neuen Animationen überarbeitet. Der generelle Ablauf der Sendung blieb gleich, allerdings traten die Tauschmütter gegeneinander an, mit dem Ziel, eine Reise zu gewinnen. Dabei konnten die Zuschauer online für die bessere Tauschfamilie abstimmen. Außerdem wurden die Geschehnisse vom Produktionsteam stärker kommentiert und es wurden mit den Teilnehmern Gespräche während des Experiments geführt. Ab ca. 2018 wurde das Prinzip des Wettbewerbs wieder entfernt, und die alte Titelmusik erneut verwendet. Dennoch greift das Produktionsteam weiterhin direkt in das Geschehen ein und kommentiert dies nicht mehr subjektiv, sondern wertend.

## Besondere Teilnehmer und Folgen
Zitate des Kandidaten Andreas Höber aus dem Jahr 2011 fanden weite Verbreitung, darunter sein impulsiver Ausruf „Halt Stop! [...]“. Der Slogan wurde zusammen mit Höbers Konterfei auf Demonstrationen gegen das Anti-Counterfeiting Trade Agreement verwendet, sowie durch politische Organisationen wie Die Linke. Der Rapper Bass Sultan Hengzt veröffentlichte im Jahr 2014 auf seinem Album Endlich erwachsen das Lied Halt Stop (feat. Sido), in das Tonaufnahmen von Höber eingebunden sind. Der Ausdruck war auch Slogan von Veranstaltungen der Klimabewegung Fridays for Future.
Die Teilnahme der Familie Leps aus Zerbst in Sachsen-Anhalt im Jahr 2009 führte zu Protesten der Stadtspitze sowie von ca. 15.000 Zerbstern gegen die in ihren Augen herabwürdigende Berichterstattung über die Stadt. Als Reaktion auf eine Reihe von Konflikten, die vor allem der Familienvater während der Aufzeichnung mit seiner Tauschmutter hatte, wurde Medienberichten zufolge der „Briefkasten der Leps mit Frühstücksbrettchen verstopft, ihr Haus mit Eiern beworfen, die Familie gemieden und unter Polizeischutz gestellt“. Nach Kündigung ihrer Wohnung durch die Vermieterin zog die Familie schließlich nach Berlin.
Am 18. Mai 2006 wurde die 100. Folge mit einem großen Jubiläumsspezial ausgestrahlt. Den Zuschauern wurde in dieser Spezialsendung unter anderem gezeigt, wie einige Teilnehmerinnen auf den Tausch zurückblicken.
In Folge 112 kam es zwischen zwei Müttern zu Handgreiflichkeiten, bei der eine der Frauen mit einer Handprellung in ein Krankenhaus eingeliefert wurde. Sie sei festgehalten worden, gestrauchelt und gestürzt. Der Grund hierfür lag in unterschiedlichen Ansichten in Hinblick auf Haushaltsführung und Kindererziehung. Diese Auseinandersetzung geschah, als die Kamera bereits ausgeschaltet war. Am 29. Januar 2009 wurde die 200. Folge ausgestrahlt. In dieser Folge tauscht eine Mutter von 15 Kindern mit einer Mutter, die mit ihrer Familie in Namibia lebt. Zum ersten Mal in der Geschichte von Frauentausch wurden Kontinentsgrenzen überschritten.
RTL II strahlt in unregelmäßigen Abständen Sonderausgaben wie beispielsweise ein Promi-Spezial oder ein Urlaubsspezial aus. 2007 spielte zum Beispiel Radiomoderator und Komiker Hans Blomberg mit.

## Zuschauer
Die erste Folge sahen 1,28 Millionen Zuschauer – dies entspricht einem Marktanteil von 5,3 Prozent. Durchschnittlich erreicht Frauentausch eine Quote von rund 10 Prozent der relevanten Zielgruppe, was etwa einer Million Zuschauer pro Sendung entspricht. Den bisher höchsten Marktanteil erzielte die 100. Jubiläumsfolge mit 18,1 Prozent in der werberelevanten Zielgruppe der 14- bis 49-Jährigen. Die Doku-Soap erreicht laut Eigenangabe der Constantin Entertainment GmbH eine Quote bis zu 18 Prozent in der Zielgruppe der 14- bis 49-Jährigen.
Die Sendung wird vor allem von jungen Zuschauerinnen gesehen.
In den ersten Folgen konnten die Fernsehzuschauer telefonisch abstimmen, welche Frau die Herausforderung des ungewohnten Umfeldes besser bewältigen konnte. Diese Möglichkeit schaffte der Sender später ab. In den Folgen, die zwischen Mai 2016 bis ca. 2018 ausgestrahlt wurden, konnte auf der Internetseite von RTL 2 wieder abgestimmt werden, welche Frau die Situation besser bewältigt hat. Die Gewinnerfamilie bekam dadurch eine Traumreise finanziert.

## Produktion
Für sieben bis zehn Drehtage zahlt das Produktionsunternehmen den Familien jeweils 1500 Euro Aufwandsentschädigung. Seitens der Produktionsfirma wird der zu erwartende Betrag im Vorfeld mit 10 bis 90 Euro beziffert.

## Kritik
Eine Ausstrahlung vom 8. Januar 2009 wurde kritisiert, da eine Familie, ihr Umfeld und ihre Heimatstadt Zerbst nach Ansicht der Kritiker entwürdigend dargestellt wurden. Infolgedessen kam es zu Demonstrationen und Ausschreitungen gegenüber der Familie, die unter Polizeischutz gestellt werden musste. Thomas Langheinrich, Vorsitzender der Kommission für Zulassung und Aufsicht (ZAK) der Landesmedienanstalten, kündigte daraufhin eine Prüfung der Sendung an. Er sagte: „Auch wenn die Teilnehmer sich freiwillig für eine solche Doku-Soap bewerben und umfangreiche Verträge unterschreiben, berechtigt das die Sender nicht, sie medial hinzurichten. Jeder hat ein Recht auf Menschenwürde.“
Das NDR-Medienmagazin Zapp berichtete 2009 von schweren Vorwürfen gegen die Produzenten. Unter anderem wird Frauentausch vorgeworfen, Teilnehmer zu täuschen, zu manipulieren und absichtlich herabzuwürdigen. Dabei wird auch aus dem Vertragswerk zitiert, das zu unterschreiben ist.
Am 26. Juli 2012 entschied das Landgericht Berlin, dass eine bereits gesendete Folge, unter Androhung eines Ordnungsgeldes, nicht nochmal gesendet werden darf. Die Klägerin sah ihre Persönlichkeitsrechte verletzt; so sei sie gezielt lächerlich gemacht worden, bestimmte Szenen und Aussagen seien durch Druck des Produktionsteams und auf Anleitung entstanden. Unter anderem Aussagen der Kinder in der Videobotschaft wie: „Hallo Mama, kannst ruhig zu Hause bleiben [...]. [...] ist viel besser als Mama.“ oder „Tschüss! Komm nicht wieder, bleib, wo Du bist“. Im Anschluss an die Sendung seien die Kinder massiv gehänselt und geärgert worden. Der Zahlung einer Entschädigung widersprach das Gericht allerdings, da die Verletzung des Persönlichkeitsrechtes der Klägerin nicht so schwerwiegend sei.

## Das Aschenputtel-Experiment
Das Aschenputtel-Experiment ist eine ab 12. November 2007 bei RTL 2 ausgestrahlte 60-minütige (brutto) Doku-Soap. Sie ist am Konzept von Frauentausch angelehnt. Das Zusatzformat wurde bis 2015 montags um 21:15 Uhr ausgestrahlt.
Der Unterschied zwischen beiden Formaten ist, dass bei der Zusatzausgabe von Frauentausch in jeder Folge ein „Aschenputtel“ und eine attraktive, meist wohlhabende Frau die Familien tauschen. Das „Aschenputtel“ erfährt, wie es sich im Luxus lebt, die attraktive und wohlhabende Frau jedoch, was es bedeutet, auf sämtlichen Luxus zu verzichten.

## Promi-Frauentausch
Promi-Frauentausch ist eine ab 2013 bei RTL II ausgestrahlte Doku-Soap. Sie ist am Konzept von Frauentausch angelehnt. Das Zusatzformat wurde bis 2014 sonntags um 20:15 Uhr ausgestrahlt.